# Hossam el-Hamalawy
Hossam el-Hamalawy (Egyptisch-Arabisch: حسام الحملاوى) (Caïro, 14 juli 1977) is een Egyptisch journalist, blogger, fotograaf en prominent sociaal activist.
Hij is actief in de Egyptische arbeidersbeweging en is lid van de Revolutionaire Socialisten, het Centrum voor Socialistische Studies en de Arbeiders-Democratische Partij. Hij is een van de vroege Egyptische bloggers die overheidsdienaren aan de kaak stelt. Hij is verder de belangrijkste kracht achter Piggipedia, een database waar iedereen dossiers, foto's en video's over corrupte geheim agenten en folteraars kan achterlaten en kan voorzien van toelichtingen.

## Biografie
Hamalawy studeerde vanaf 1995 economie aan de Amerikaanse Universiteit in Caïro en slaagde daar in 1999 met een bachelorgraad. Daarna studeerde hij politicologie en behaalde zijn mastergraad in december 2001 met een proefschrift over de Egyptische broodoproer van 1977. Op 21 maart 2012 trouwde hij met Gigi Ibrahim, een activiste die internationale bekendheid verwierf tijdens de Egyptische Revolutie.

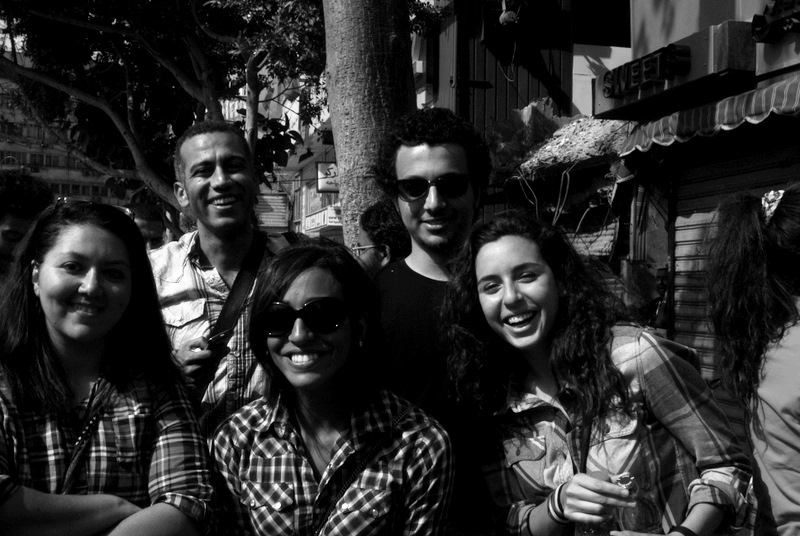
Hamalawy (links) samen met bloggers, onder wie zijn latere vrouw Gigi Ibrahim (midden), juni 2011

Na zijn studie ging hij aan de slag als journalist. Hij schrijft onder meer voor The Guardian, The New York Times, de Los Angeles Times, Egypt Independent en El-Ahram.
Sinds zijn studietijd is hij geregeld betrokken bij demonstraties, zoals aanvankelijk tegen de Amerikaans-Britse Operatie Desert Fox en voor steun aan Libanon en Palestijnen. In oktober 2000 werd hij vier dagen lang door de veiligheidsdienst vastgezet en gemarteld, onder meer door hem te blinddoeken en te slaan, dagenlang wakker te houden en te dreigen met verkrachting. De tweede dag wist hij een telefoon weg te grissen en zijn vriendin en moeder te bellen, aan wie hij vertelde waar hij was en de boodschap meegaf hem een advocaat te sturen. Tijdens een politiecharge tijdens protesten in mei 2002 werd hij nogmaals gevangengezet. Na de Egyptische Revolutie van begin 2011 bestormde Hamalawy samen met andere betogers het gebouw van de geheime dienst en beleefde een roerend moment toen hij zijn toenmalige cel opnieuw bezocht.

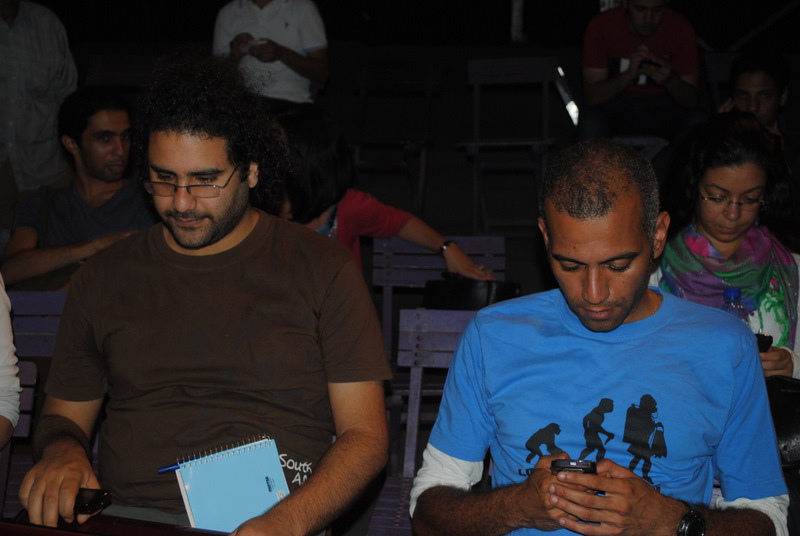
Alaa Abd el-Fattah en Hamalawy, juni 2011

Tot september 2006 schreef hij blogs op de website The Arabist. Sinds 2008 houdt hij zijn website 3arabawy bij, waarop hij corruptie van overheidsdienaren aan de kaak stelt. Hij is verder de belangrijkste kracht achter Piggipedia, een database waar iedereen dossiers, foto's en video's van geheim agenten en folteraars kan achterlaten en kan voorzien van toelichtingen. Volgens Hamalawy is naming and shaming ook vóór de revolutie altijd al het belangrijkste wapen van de bevolking geweest. Hij voegde hij daar aan toe: "Je blinddoekte ons opdat wij je gezicht niet kennen, maar we zullen mensen laten weten dat je niet naar deze martelkamers kunt gaan en dan weer terug kunt keren naar je normale leven. Je vrouw zal weten dat je een folteraar bent, je ouders zullen het weten, je vrienden zullen het weten." Aan het eind van mei tweette hij "Elk instituut in het land dat belastingen van ons heft, moet ervoor open staan vragen te beantwoorden." Als gevolg werd hij opnieuw korte tijd door de veiligheidsdiensten vastgezet en verhoord.